# Ludmila Želenská
Ludmila Želenská, uváděna jako Lída Želenská (6. června 1919 Praha – 1998 Praha), byla česká divadelní herečka.

## Rodina
Ludmila Želenská pocházela z uměleckého rodu. Její otec byl divadelní herec, režisér a divadelní ředitel Drahoš Želenský, matka operetní subreta Hana Želenská. Divadelní umělci se vyskytovali i v předchozí generaci.

## Filmografie
- 1936 Děti velké lásky (role: Ivanova žena)